# انتخابات مجلس عراق (۲۰۲۵)
انتخابات مجلس عراق در ۱۱ نوامبر ۲۰۲۵ برگزار می شود در این انتخابات ۳۲۹ عضو شورای نمایندگان عراق تعیین می شوند که مسئولیت انتخاب رئیس جمهور این کشور و تایید انتصاب نخست وزیر را برعهده دارند.  